# Erhan Çinlar
Erhan Çinlar (* 28. Mai 1941 in Divriği, Türkei) ist ein türkisch-US-amerikanischer Mathematiker und Hochschullehrer an der Princeton University.
Cinlar studierte an der University of Michigan Mathematik mit dem Bachelor-Abschluss 1963 und dem Master-Abschluss 1964 und wurde dort 1965 in Industrial Engineering bei Ralph Disney promoviert (Analysis of systems of queues in parallel). 1965 wurde er Assistant Professor und 1972 Professor für Operations Research an der Northwestern University. Ab 1985 war er Professor an der Princeton University.
1992 war er am Institute for Advanced Study und 1971/72 Gastprofessor an der Stanford University.
Er befasst sich mit stochastischen Prozessen (Markov-Prozesse, Martingale) und deren Anwendung in der Warteschlangentheorie (Markov-Erneuerungsprozesse). Ursprünglich begann er als angewandter Mathematiker, wandte sich aber auch zunehmend rein theoretischer Forschung zu.
1981 gründete er mit Ronald Getoor und Kai Lai Chung ein jährliches Seminar über stochastische Prozesse in Princeton. 1999 gründete er die Fakultät Operations Research and Financial Engineering in Princeton.
Er war Herausgeber von Mathematics of Operations Research. Er ist Fellow des Institute of Mathematical Statistics (1974) und Fellow of the Institute of Operations Research and the Management Sciences (2003). Er erhielt den Wissenschaftspreis der Tübitak.
Er ist US-amerikanischer Staatsbürger.

## Schriften
- Introduction to stochastic processes, Prentice-Hall 1975 (das Buch erhielt den Saul Gass Expository Writing Award)
- Probability and Stochastics, Graduate Texts in Mathematics, Springer 2011
- mit Robert J. Vanderbei: Real and convex analysis, Springer 2013